# Rocca di Montefiorino
La Rocca di Montefiorino (Roca ed Munfiurein in dialetto modenese, Rôca 'd Munfiuriin in dialetto locale) è una rocca medievale, situata a Montefiorino.

## Storia

### Le origini
Appena sorse il primo nucleo, la componente principale era la Torre, che risale al 1170. Fu edificato dai Montecuccoli, i principali feudatari degli abati di Frassinoro come centro di controllo sul territorio settentrionale delle Terre dell'Abbadia. Nel secolo successivo, intorno al 1230, e contemporaneamente al periodo di massima espansione verso sud del comune di Modena, i Montecuccoli diedero vita ad un deciso potenziamento della vecchia fortificazione: per prima cosa essa fu dotata di un nuovo palazzo-torre residenziale e poi, dopo essere stata occupata e danneggiata dalle truppe modenesi, nuovamente potenziata nel 1245 con la costruzione del cassero esterno rafforzato da due torri. Alla fine del XIII secolo, poco prima di essere sconfitti alla Fossalta, i Modenesi riuscirono nuovamente ad occupare la rocca, dopo averla lungamente assediata, e la danneggiarono gravemente di modo che non potesse nuovamente essere riarmata contro di loro. 

### Guidinello Montecuccoli
Dopo vari decenni di abbandono, il complesso venne nuovamente utilizzato, dapprima come romitorio di due monaci frassinoresi e poi, a partire dal 1320, venne scelto come sua dimora da Guidinello Montecuccoli: perciò le strutture vennero riadattate e la rocca fu trasformata in residenza signorile fortificata. Nello stesso periodo veniva anche fondato il borgo di Montefiorino e costruita la Torre del Mercato (attuale campanile di Montefiorino).

### Il passaggio sotto Casa d'Este e sede di istituzioni
Con la cacciata dell'ultimo discendente di Guidinello e la richiesta da parte dei montefiorinesi di soggezione diretta alla Casa d'Este, la rocca divenne sede di podesteria, e poi, dopo secoli, degli uffici comunali, quale è tuttora.

### Seconda Guerra Mondiale
La Rocca di Montefiorino fu il simbolo della Repubblica partigiana di Montefiorino, la prima repubblica partigiana che sorse in Italia. Durante il secondo conflitto mondiale, Montefiorino e la Rocca erano presidiati dalle truppe nazifasciste. Con la formazione dei primi gruppi di partigiani, i tedeschi reagirono con un duro bombardamento che, dalla Rocca, puntava a colpire le zone della vallata opposta del Dragone (Susano, Costrignano, Monchio) inviando anche militari via terra per distruggere i paesi e uccidere la popolazione. Il 17 giugno 1944 i partigiani laici e cattolici, occupando la Rocca, decretarono l'inizio della prima Repubblica Partigiana. Il castello divenne la sede degli organi politici della Repubblica e del sindaco Teofilo Fontana. Dopo 45 giorni, i tedeschi si riappropriarono di Montefiorino, ormai deserto, con la popolazione che si era rifugiata nelle frazioni del comune. Incendiarono il paese e la Rocca e deportarono al Campo di Fossoli gli unici civili rimasti.

## La leggenda del tunnel
Negli anni è stata tramandata una leggenda relativa alla Rocca di Montefiorino e alla Torre del Mercato. L'attuale campanile di Montefiorino fu costruito dai Montecuccoli, allora proprietari anche del castello. Si narra che venne edificato un tunnel sotterraneo in grado di collegare le due strutture architettoniche attraverso il sottosuolo. Così era possibile trasferirsi da una parte all'altra del paese senza essere visti e soprattutto era ottimo dal punto di vista difensivo. Nonostante le molte ricerche, non si è mai stati in grado di stabilire se effettivamente questo tunnel sia esistito davvero, non essendo stata trovata alcuna dimostrazione di costruzioni nel sottosuolo.

## Descrizione

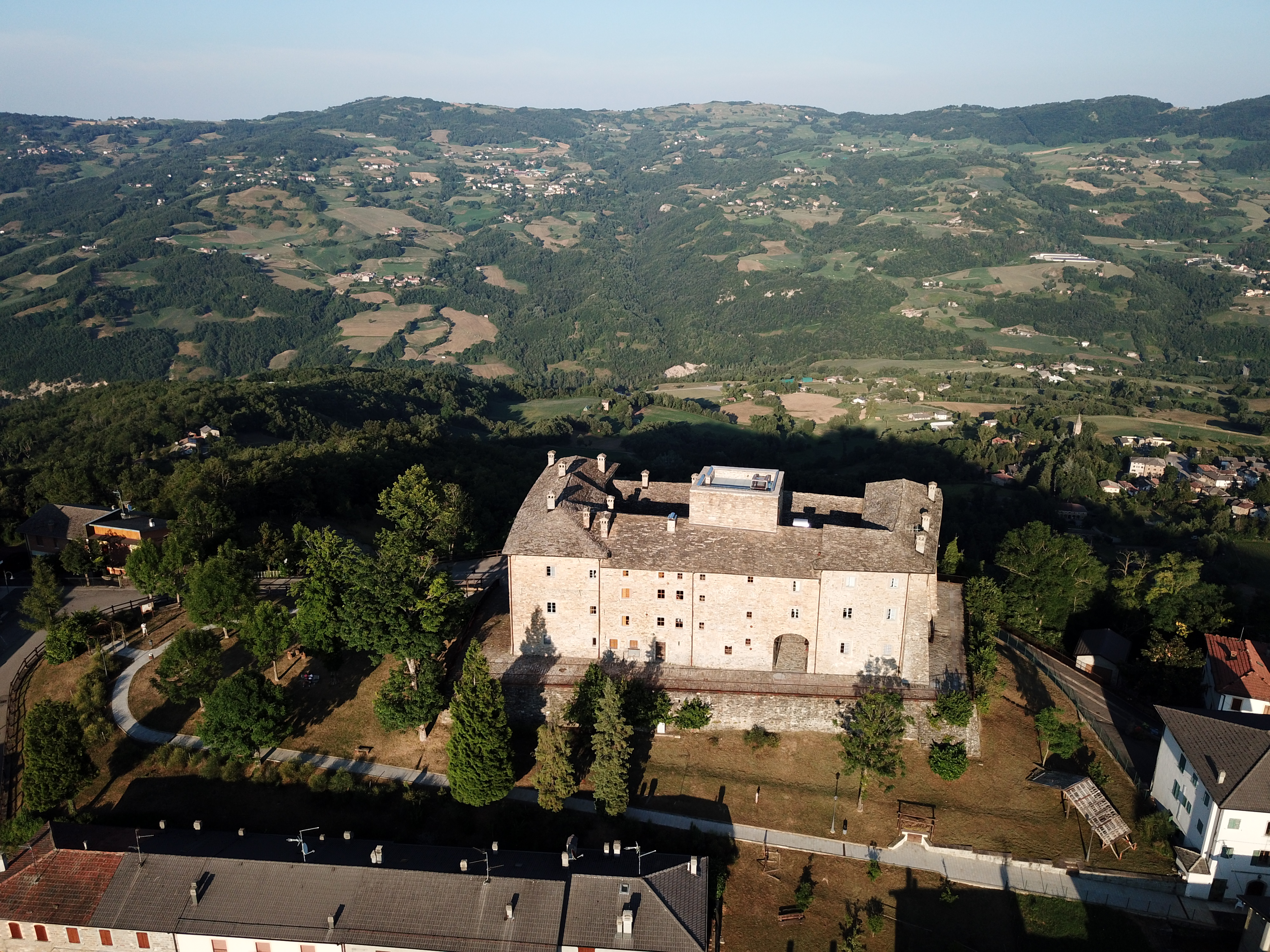
Veduta aerea

### Struttura architettonica
La Rocca è strutturata in quattro corpi di fabbrica che cingono un cortile rettangolare. Tre lati risultano porticati e sottostanno ad un piano superiore. 

### Facciata
La facciata appare squadrata, così come l'intera struttura. L'ingresso è caratterizzato da un arco a tutto sesto e da uno spesso portone di legno. Ai lati della parete si notano due delle quattro strutture costruite come rinforzo. Sulla parte destra vi è un rilievo, che raffigura S. Michele Arcangelo, al quale era dedicata la cappella castellana. 

### Cortile interno
Subito oltre il portone ligneo, si erge una scalinata che porta al cortile interno. Sulla sponda sinistra è visibile un antico pozzo, ormai dismesso. Il cortile è circondato da due corridoi loggiati, tra loro collegati che conducono alle varie sale del castello. Dai corridoi, inoltre, si accede al piano superiore. Esso possiede la stessa struttura di quello sottostante: vi è il corridoio porticato che circonda la vista del cortile interno e da cui si accede alle sale. Al centro del cortile vi è una singolare struttura rialzata. 

### Lato ovest
Sul lato ovest domina il mastio, la Torre della Rocca. Essa si erge proprio di fronte alla scalinata d'ingresso. Presenta, circa verso la sommità, una porta murata. Alla base della torre, è stata ritrovata una antica cisterna per l'acqua piovana.

## La Rocca oggi

### Comune di Montefiorino
Oggi la Rocca ospita gli uffici del Comune di Montefiorino, l'ufficio del sindaco Maurizio Paladini e la sede del paese dell'Unione dei Comuni del Distretto Ceramico. 
Durante i lavori di ristrutturazione della scuola secondaria di primo grado di Montefiorino, ha ospitato il personale della segreteria didattica dell'I.C. Montefiorino.

### Museo della Resistenza
L'ala destra della rocca ospita il Museo della Repubblica di Montefiorino, con un'esposizione di oggetti e reperti risalenti alla Seconda guerra mondiale e legati alla Repubblica partigiana di Montefiorino, documentari, aule tematiche e interviste.

### Le Sale
La Sala Ermanno Gorrieri è la prima sulla sinistra oltre il portone, funge da teatro ed è la sede di esibizione ma anche di incontri illustri: ha ospitato, tra gli altri, Mauro Corona e Valerio Massimo Manfredi.
Altre sale della Rocca sono adibite a mostre temporanee (come ad esempio EmozionArti, la mostra dei funghi e tartufi...)

### La Torre
La Torre ospita anch'essa esposizioni temporanee ed è visitabile: si può salire fino sulla cima, dove si apre un panorama a 360°, dalla vallata modenese del fiume Dragone, a quella reggiana del Dolo, intavedendo anche la zona della pianura a Nord. Durante la salita, si incontrano alcune illustrazioni e informazioni riguardanti la storia del paese di Montefiorino, in particolare sulla Seconda Guerra Mondiale.